# المحافظة الشرقية (رواندا)
المحافظة الشرقية (بالإنجليزية: Eastern Province, Rwanda)‏ هي محافظة في رواندا، بلغ عدد سكانها 2,595,703 نسمة وذلك حسب إحصائيات سنة 2012، عاصمتها Rwamagana ‏، تبلغ مساحتها 9,813 كيلومتر مربع.